# Obereiper Mühle
Obereiper Mühle ist ein Ortsteil der Gemeinde Eitorf. Der Weiler, der aus einer alten Ölmühle entstand, besteht heute aus drei Gebäuden und einem ehemaligen Ausflugslokal, das als Flüchtlingsunterkunft genutzt wird.

## Lage
Die Obereiper Mühle liegt am Unterlauf des Wohmbaches inmitten des Wander- und Naherholungsgebietes „Hüppelröttchen“ am Aufstieg zum Leuscheid. Der Ort liegt an der Landesstraße 86 zwischen den Ortsteilen Mühleip und Obereip, wenige Kilometer vor der Landesgrenze zu Rheinland-Pfalz.

## Geschichte
Es ist sicher, dass der Vorläufer der Obereiper Mühle eine alte Öl- oder Getreidemühle war. Dies ist anhand der noch bestehenden Mühlsteine aus massivem Basalt zu erkennen. Sie dienen zur Stabilisierung des Grauwacke-Sichtmauerwerks eines der heute vorhandenen Gebäude. Einem der Mühlsteine wurde eine Datierung aus der Mitte des 17. Jahrhunderts eingemeißelt.
1925 ist hier der Müller Peter Küpper verzeichnet und in einem zweiten Gebäude der pensionierte Lehrer Reisbitzen.
Seit 1976 besteht ein Hochwasserrückhaltebecken des Wasserverband Rhein-Sieg-Kreis.